# Napoléon Bullukian
Napoléon Bullukian (7 août 1905, Malatya - 12 avril 1984, Lyon 3e) est un résistant et industriel français d'origine arménienne. Il est à l'origine de la fondation qui porte son nom et celui de sa femme, décédée en 1975, la Fondation Léa et Napoléon Bullukian.

## Biographie

### Enfance et génocide arménien
Lors du génocide arménien de 1915, ses parents sont tués. Il est déporté et vendu comme esclave à un chef de tribu kurde. En 1919, après la défaite de l’Empire ottoman, lors de l’arrivée des troupes alliées, il s'échappe. Il est recueilli dans un orphelinat créé par les Américains puis s’embarque pour la France.

### Arrivée en France et naturalisation
En 1923, il arrive à Marseille. Il occupe plusieurs emplois comme ouvrier puis devient maçon et crée sa propre entreprise de bâtiment. En 1928, il est naturalisé français.

### La Résistance
Pendant la Seconde Guerre mondiale et l'Occupation, Napoléon Bullukian participe à la Résistance intérieure française dans le réseau Le Coq Enchaîné fondé en 1941 par un médecin socialiste, Jean Fousseret, qui accueille des dissidents du réseau Franc-Tireur et auquel participent de nombreux francs-maçons.

### L'industriel
Après la guerre, sa société de bâtiment, la coopérative Le Roc, se développe.
Il se diversifie par la suite en rentrant pour un tiers dans le capital de la société Astra de Bouchage et de Surbouchage Plastiques Astra Plastique créée par Paul Louis Chelle et André Béréziat, entreprise de fabrication du Bouchon Tritop pour les vins (Brevet Chelle), de capsules aluminium Astra formées à partir de bandes alu fabriquées par Pechiney à Froges et décorées par la M.L.B à Lyon et formées sur les goulots des bouteilles par les machines Chelle. À la mort de ce dernier et devenu l'actionnaire principal d'Astra il construit une usine à Saint-Georges-de-Reneins pour suivre et amplifier la fabrication des bouchons plastiques pour les eaux minérales, les huiles, les cosmétiques, les parfums.
Il y fait fabriquer, à ses frais, des prototypes de cœurs artificiels pour le Professeur Marion. Il s'est associé à François de Grossouvre pour l'embouteillage du Coca-Cola et devient le parrain de son fils Henri.

### La fondation

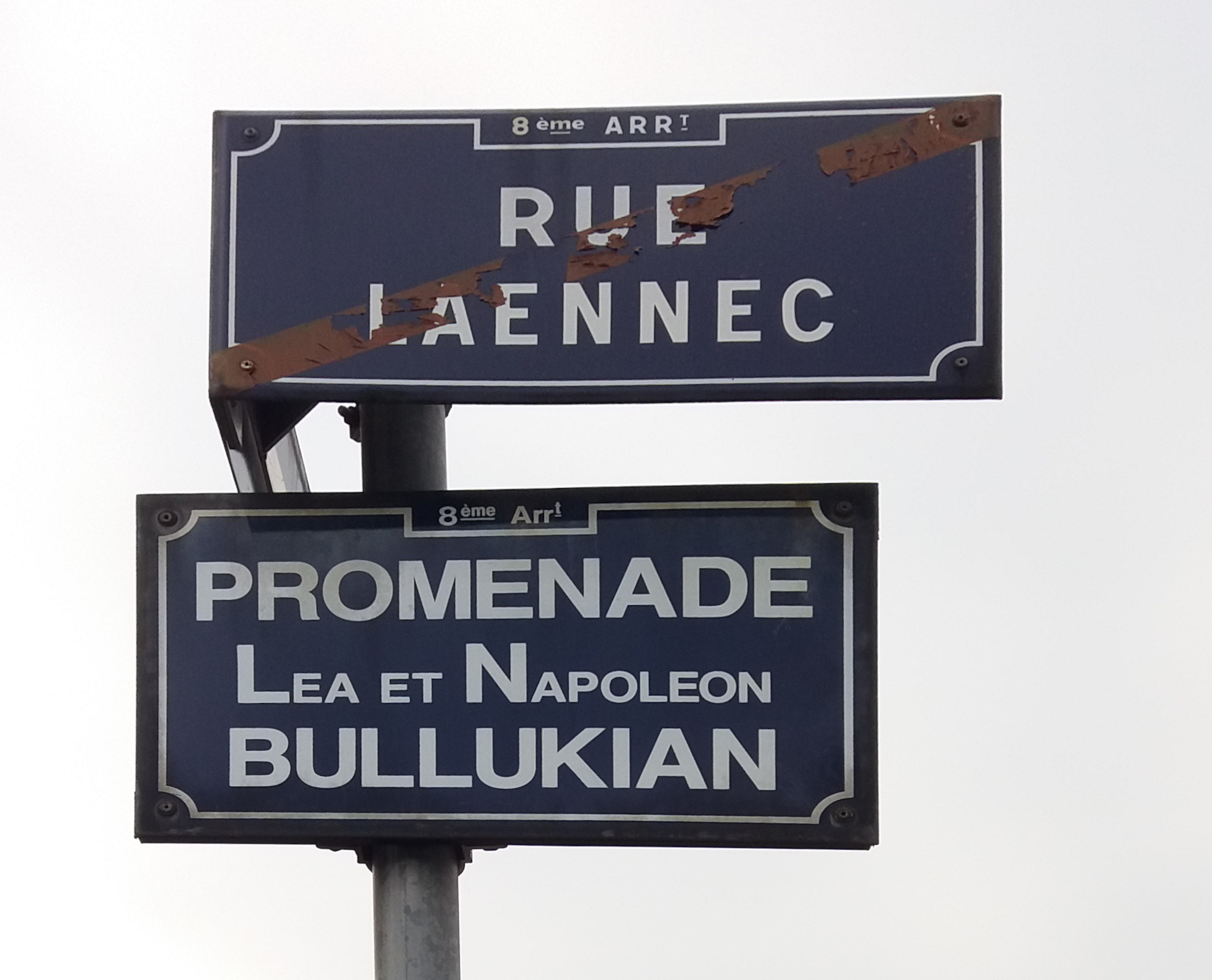
Plaque de la promenade Léa-et-Napoléon-Bullukian, à Lyon.

Veuf de Léa Vaillat (1908-1975) et sans enfant, il fait, en 1983, de la Fondation de France son légataire universel, pour créer la Fondation Léa et Napoléon Bullukian qui a une triple vocation, encourager la recherche médicale et en particulier la lutte contre le cancer, participer aux œuvres sociales arméniennes et encourager la création contemporaine. La fondation a son siège place Bellecour à Lyon (France).
Napoléon Bullukian décède en 1984, il est inhumé auprès de son épouse au cimetière de Champagne-au-Mont-d'Or.

## Œuvre
Il a raconté sa vie dans :
- De l'Ararat à Napoléon, La Pensée Universelle, 1975, 189 p.